# Морківниця східна
Морківниця східна або морковниця східна (Astrodaucus orientalis) — вид рослин родини окружкові (Apiaceae), поширений у південно-східній Європі й західній Азії. Етимологія: лат. orientalis — «східний».

## Опис
Дворічник 40–100 см завдовжки. Група верхніх листків біля основи індивідуальних суцвіть — з 5 листочків. Зовнішні плоди сильно збільшені, до 4 мм завдовжки, з щетиноподібними шипиками, при основі розширеними і з'єднаними; довжина шипиків помітно перевищує ширину. Кінцеві дольки листків вузьколінійні, 1.4 мм довжиною й 0.3 мм завширшки.

## Поширення
Європа: Україна, пд.-зх. Росія; Азія: Вірменія, Азербайджан, Грузія, Іран, Ірак, Сирія, Туреччина, Ізраїль, Йорданія, Ліван; введений: Чехія.
В Україні зростає на приморських пісках і дрібному галечнику — на берегах Чорного й Азовського морів (в Криму від Євпаторії до Планерського), зрідка. Харчова, ефіроолійна, декоративна. Входить у список регіонально рідкісних рослин Запорізької області.